# Mark Schwarzer
Mark Schwarzer (Sydney, 1972. október 6. –) ausztrál labdarúgókapus. 1993 óta az ausztrál válogatott tagja. Többek közt az ő hathatós közreműködésével (két 11-est is hárított Uruguay ellen a pótselejtezőn a 11-es párbajban) jutott ki Ausztrália válogatottja a 2006-os labdarúgó vb-re.

## Pályafutása

### Klubcsapatokban
Szülővárosának, Sydney-nek a futballbázisát elhagyva Németországba került, ahol játszott a Dynamo Dresden és az FC Kaiserslautern csapataiban. Ismét országot váltott, és elutazott Angliába, hogy játszhasson a Bradford City csapatában. Itt szúrta ki a Middlesbrough, amely 1997-ben végül leszerződtette. Itt 11 szezont húzott le, majd átigazolt a Fulham csapatához, és azóta is ott véd. Ott érte el egyik legnagyobb klubsikerét is, a Fulham az Európa-liga döntőjéig menetelt (ebben Schwarzer-nek is nagy szerepe volt), ahol 2-1-es vereséget szenvedett az Atlético Madrid gárdájától. Egy darabig Gera Zoltán is a csapattársa volt a Fulham-ben. A 2014-15-ös idényben a Chelsea FC, a 2015-16-os szezon végén pedig a Leicester City csapatával lett angol bajnok.

### Válogatottban
1993 óta az ausztrál válogatott tagja. 1994-ben a vb-pótselejtezőn mutatkozott be ausztrál színekben Kanada ellen Edmontonban, miután Milan Blagojevic kapust a 17. percben le kellett cserélni. Már ekkor sokat köszönhetett neki a válogatott, hisz jórészt miatta jutott tovább az ausztrál együttes a végső pótselejtezőre Argentína ellen. Schwarzer ezen a meccsen nem játszott, és csapata 2-1-es vereséget szenvedett, amellyel nem jutott ki az 1994-es világbajnokságra.
2006-ban azonban több szerencséje volt. Ausztrália, miután könnyedén abszolválta a kontinens selejtezőit, pótselejtezőt játszhatott Uruguay ellen. Az oda-visszavágós párbaj összesítésbeli győztese kijutott a 2006-os németországi vb-re. Nem indult jól a csapat számára a viadal, a dél-amerikaiak 1-0-ra nyertek Montevideo-ban. A visszavágó azonban annál sikeresebb lett. Harry Kewell góljával 1-0-ra nyertek, amely 2x15 perc hosszabbítást, majd végül 11-eseket ért. Bár Mark Viduka révén elhibáztak egy büntetőt az ausztrálok, Schwarzer kétszer is védett, így Ausztrália 1-1-es összesítéssel és a 11-es párbajban aratott 4-2-es győzelemmel kijutott a világbajnokságra. A vb-n aztán nagyszerűen szerepeltek, amelyre sokan nem számítottak. Ausztrália Japán ellen 3-1-es sikerrel vette az első meccset, ahol Tim Cahill duplázni tudott, majd John Aloisi állította be a 3-1-es végeredményt. Bár a brazilok ellen sem neki, sem a csapatnak nem ment a szekér (a brazilok 2-0-ra nyertek), a horvátok ellen a csoport utolsó meccsén elég volt a döntetlen a továbbjutáshoz, mivel Brazília 4-1-re elpáholta Japánt. A végeredmény: Ausztrália-Horvátország 2-2, ezzel az aussie-k bejutottak a legjobb 16 közé. A nyolcaddöntőben Olaszországgal csaptak össze. Itt egy erősen vitatott 11-essel azonban 1-0-ra kikaptak, így Schwarzer és csapata kiesett a vb-ről.
2010-ben a dél-afrikai világbajnokságon nem sok babér termett neki. Csapata előbb 4-0-ra kapott ki az erősen fiatalított németektől, majd ugyan megszerezte a vezetést Ghána ellen, de végül csak 1-1-et játszottak, hiszen az afrikaiak egyenlíteni tudtak büntetőből, amit Harry Kewell elég véleményes megmozdulása után ítéltek. Így a csoportkör utolsó fordulójára maradt a döntés, ahol a németeknek több góllal kellett nyerniük a ghánaiak ellen, miközben Ausztrália szintén több góllal nyer Szerbia ellen. Ez a két dolog ugyan megvalósult (Ausztrália-Szerbia 2-1, Ghána-Németország 0-1), de nem úgy, ahogy Schwarzer-ék elképzelték, így a válogatott búcsúzott már a csoportkörben a 2010-es vb-től.

## Külső hivatkozások
- Mark Schwarzer pályafutásának statisztikái a Soccerbase oldalon (angolul)

- Mark Schwarzer adatlapja a National-Football-Teams.com oldalon (angolul)

- Mark Schwarzer. premierleague.com
- Mark Schwarzer. worldfootball.net